# Saint-Martial-le-Vieux
Saint-Martial-le-Vieux este o comună în departamentul Creuse din centrul Franței. În 2009 avea o populație de 130 de locuitori.

## Evoluția populației
| An        | 1975 | 1982 | 1990 | 1999 | 2006 | 2009 |
| --------- | ---- | ---- | ---- | ---- | ---- | ---- |
| Populație | 116  | 95   | 103  | 109  | 123  | 130  |